# Griekenland op de Olympische Winterspelen 2018
Griekenland was een van de deelnemende landen aan de Olympische Winterspelen 2018 in Pyeongchang, Zuid-Korea.
Bij de negentiende deelname van het land aan de Winterspelen werd ook voor de negentiende keer deelgenomen in het alpineskiën en voor de dertiende keer in het langlaufen. Sophia Ralli, voor de derde keer deelneemster, was de vlaggendrager bij de openingsceremonie.

## Deelnemers en resultaten
(m) = mannen, (v) = vrouwen 

### Alpineskiën
| Olympiër (deelname) | Onderdeel        | Resultaat | Prestatie                                                            |
| ------------------- | ---------------- | --------- | -------------------------------------------------------------------- |
| Ioannis Antoniou    | reuzenslalom (m) | 46e       | 1e run: 1.17,38 (56e) 2e run: 1.15,92 (43e) totaal: 2.33,30 (+15,26) |
| Ioannis Antoniou    | slalom (m)       | DNF       | 1e run: niet gefinisht                                               |
|                     |                  |           |                                                                      |
| Sophia Ralli (3)    | reuzenslalom (v) | 52e       | 1e run: 1.22,46 (58e) 2e run: 1.19,20 (52e) totaal: 2.41,66 (+21,64) |
| Sophia Ralli (3)    | slalom (v)       | 44e       | 1e run: 57,95 (48e) 2e run: 57,49 (44e) totaal: 1.55,44 (+16,81)     |

### Langlaufen
| Olympiër (deelname)   | Onderdeel             | Resultaat | Prestatie                      |
| --------------------- | --------------------- | --------- | ------------------------------ |
| Apostolos Angelis (2) | sprint (m)            | 74e       | kwalificatie: 3.47,10 (+38,56) |
| Apostolos Angelis (2) | 15 km vrije stijl (m) | 81e       | 38.56,4 (+5.12,5)              |
|                       |                       |           |                                |
| Maria Ntanou          | 10 km vrije stijl (v) | 76e       | 31.04,1 (+6.03,6)              |

Albanië · Andorra · Argentinië · Armenië · Australië · Azerbeidzjan · België · Bermuda · Bolivia · Bosnië en Herzegovina · Brazilië · Bulgarije · Canada · Chili · China · Chinees Taipei · Colombia · Cyprus · Denemarken · Duitsland · Ecuador · Eritrea · Estland · Filipijnen · Finland · Frankrijk · Georgië · Ghana · Griekenland · Groot-Brittannië · Hongarije · Hongkong · Ierland · IJsland · India · Iran · Israël · Italië · Jamaica · Japan · Kazachstan · Kenia · Kirgizië · Kosovo · Kroatië · Letland · Libanon · Liechtenstein · Litouwen · Luxemburg · Macedonië · Madagaskar · Maleisië · Malta · Marokko · Mexico · Moldavië · Monaco · Mongolië · Montenegro · Nederland · Nieuw-Zeeland · Nigeria · Noord-Korea · Noorwegen · Oekraïne · Oezbekistan · Oost-Timor · Oostenrijk · Pakistan · Polen · Portugal · Puerto Rico · Roemenië · San Marino · Servië · Singapore · Slovenië · Slowakije · Spanje · Thailand · Togo · Tonga · Tsjechië · Turkije · Verenigde Staten · Wit-Rusland · Zuid-Afrika · Zuid-Korea · Zweden · Zwitserland
Olympische atleten uit Rusland